# النماذج الأولية
النماذج الأولية (بالإنجليزية: Design prototyping)‏ هي عملية تجريبية حيث تقوم فرق التصميم بتنفيذ الأفكار في صنع أشكال ملموسة من الورق إلى الرقمية. تقوم الفرق ببناء نماذج أولية بدرجات متفاوتة من الدقة لالتقاط مفاهيم التصميم واختبارها على المستخدمين. وهو نسخة محاكاة أو نموذج لمنتج نهائي ، تستخدمه فرق تجربة المستخدم للاختبار قبل الإطلاق، الهدف منه هو اختبار الأفكار والتحقق منها قبل مشاركتها مع أصحاب المصلحة ونقل التصميمات النهائية في النهاية إلى فرق هندسية من أجل التطوير، يتيح اختبار النماذج الأولية مع المستخدمين النهائيين لفرق تجربة المستخدم تصور تجربة المستخدم وتحسينها أثناء عملية التصميم.

## أنواع النماذج الأولية

### نماذج منخفضة الدقة
الهدف من النماذج الأولية منخفض الدقة هو تحديد تدفق المنتج واختبار مدى فائدة وظائفه وقابليتها للاستخدام. النماذج الأولية منخفضة الدقة هي طريقة سريعة وبسيطة لتطوير فكرة التصميم إلى تمثيل ملموس إلى حد ما لمنتج البرنامج، النماذج الأولية منخفضة الدقة ليست مصقولة بصريًا مثل النماذج الأولية عالية الدقة. تستخدم النماذج الأولية منخفضة الدقة المشابهة للرسومات لجمع تعليقات المستخدمين المبكرة حول ميزات التصميم التأسيسي الأكثر عمومية، تتضمن أمثلة النماذج الأولية منخفضة الدقة.
- الاسكتشات(رسم تقريبي).
- النماذج الورقية.
- النماذج الأولية للنقر.

### نماذج عالية الدقة
تعتبر النماذج الأولية عالية الدقة أكثر تقدمًا من نظيراتها منخفضة الدقة، ووظيفتها أقرب إلى وظيفة المنتج النهائي. تنشئ عادةً نماذج أولية عالية الدقة بشكل أكبر في عملية التصميم، تكون النماذج الأولية عالية الدقة أفضل لاختبار قابلية الاستخدام من النماذج الأولية منخفضة الدقة. تتضمن أمثلة النماذج الأولية عالية الدقة.
- النماذج التفاعلية.
- النماذج الرقمية.
- النماذج المشفرة.